# Gösta Wiedesheim-Paul
Gösta Henrik Wiedesheim-Paul, född 20 mars 1906 i Köpenhamn, död 22 oktober 1992 i Stockholm, var en svensk ämbetsman.
Wiedesheim-Paul, som var son till ryttmästare Georg Wiedesheim-Paul och Henriette Nagell, blev juris kandidat 1930 och studerade internationell rätt i utlandet 1930–1933. Han tjänstgjorde vid Stockholms rådhusrätt 1933–1938, innehade fiskalsförordnande vid Svea hovrätt 1937, var amanuens i Kommerskollegium 1939, sekreterare i prissakkunnige 1939–1940, i Priskontrollnämnden 1942, chef för sekretariatet där 1943 och byråchef 1944–1952 (extra ordinarie byrådirektör 1948), sakkunnig i handelsdepartementet 1950–1956, byråchef vid Statens pris- och kartellnämnd 1957–1971 (ställföreträdare för generaldirektören 1966–1971) och sakkunnig där 1971–1982. Han var sekreterare eller ledamot i ett flertal kommittéer och utredningar, bland annat 1955 års atomenergiutredning och skrev artiklar i juridiska och ekonomiska ämnen.